# Condado de Marshall (Kansas)
O Condado de Marshall é um dos 105 condados do estado americano de Kansas. A sede do condado é Marysville, e sua maior cidade é Marysville. O condado possui uma área de 2 342 km² (dos quais 5 km² estão cobertos por água), uma população de 10 965 habitantes, e uma densidade populacional de 5 hab/km² (segundo o censo nacional de 2000). O condado foi fundado em 25 de agosto de 1855.